# Betty Boothroyd
Betty Boothroyd, Baronesa Boothroyd, (Dewsbury, 8 de octubre de 1929 - Cambridge, 26 de febrero de 2023) fue una política británica.

## Vida
Boothroyd nació en Dewsbury, Yorkshire, en 1929, hija única de Ben Archibald Boothroyd (1886–1948) y su segunda esposa Mary (de soltera Butterfield, 1901–1982), ambos trabajadores textiles. Se educó en escuelas municipales y luego estudió en Dewsbury College of Commerce and Art (ahora Kirklees College). De 1946 a 1952, trabajó como bailarina, como miembro de la compañía de baile Tiller Girls,  apareciendo brevemente en el London Palladium. Sin embargo, una infección en el pie puso fin a su carrera como bailarina y decidió dedicarse a la política.
Durante mediados y finales de la década de 1950, Boothroyd trabajó como secretaria de los parlamentarios laboristas Barbara Castle y Geoffrey de Freitas. En 1960 viajó a Estados Unidos para ver la campaña de Kennedy. Posteriormente, comenzó a trabajar en Washington D. C. como asistente legislativa de un congresista estadounidense, Silvio Conte, entre 1960 y 1962. Cuando regresó a Londres, continuó su trabajo como secretaria y asistente política de varios políticos laboristas de alto nivel, como el subsecretario de Estado. de Relaciones Exteriores Harry Walston. En 1965, fue elegida para ocupar un puesto en el Ayuntamiento de Hammersmith, en el distrito de Gibbs Green, donde permaneció hasta 1968.

## Carrera política
Fue Miembro del Parlamento del Reino Unido (MP) por el distrito electoral de  West Bromwich y West Bromwich West, de 1973 a 2000. Miembro del Partido Laborista, hasta su elección en 1992 como Presidenta de la Cámara de los Comunes, cargo que ocupó hasta su renuncia en el 2000.
Sobre su elección como Presidente de la Cámara de los Comunes, fue la primera y única mujer hasta la fecha en la Presidencia de la Cámara de los Comunes.

## Vida personal
Boothroyd nunca se casó ni tuvo hijos.
Boothroyd comenzó a volar en parapente mientras estaba de vacaciones en Chipre cuando tenía 60 años. Ella describió el pasatiempo como "encantador y pacífico" y "estimulante".
En abril de 1995, mientras estaba de vacaciones en Marruecos, Boothroyd quedó atrapada en las montañas del Atlas en la mayor tormenta del país en 20 años. Su vehículo quedó inmovilizado por un deslizamiento de tierra; ella y un grupo de excursionistas caminaron entre lodo y escombros durante nueve horas en busca de ayuda. Finalmente fueron rescatados.

## Fallecimiento
Boothroyd murió en el Addenbrooke's Hospital de Cambridge el 26 de febrero de 2023 a la edad de 93 años. Sir Lindsay Hoyle, presidente de la Cámara, anunció su muerte al día siguiente.